# Доказательные вычисления
Доказательные вычисления — целенаправленные вычисления на ЭВМ, комбинируемые с аналитическими исследованиями, которые приводят к строгому установлению новых фактов и доказательству теорем.

## Достоверные вычисления
Одним из часто применяемых методов доказательных вычислений являются достоверные вычисления. Под достоверными вычислениями понимаются численные методы с автоматической верификацией точности получаемых результатов. Довольно часто доказательные вычисления строятся на основе интервального анализа, где вместо вещественных чисел рассматриваются интервалы, которые определяют точность величин. Интервальный анализ широко применяется для вычислений с гарантируемой точностью в условиях машинной арифметики.

## Примеры

### В теории чисел
Благодаря тому, что теория чисел во многом оперирует целыми числами, использование доказательных вычислений в теории чисел оказывается очень плодотворным.
- Утверждается, что число Мерсенна {\displaystyle M_{43112609}=2^{43112609}-1} является простым. Проверить этот факт теоретически возможно человеку, но практически только с использованием вычислительной техники.
- Л. Эйлер выдвинул гипотезу, что уравнение {\displaystyle x_{1}^{5}+x_{2}^{5}+x_{3}^{5}+x_{4}^{5}=x_{5}^{5}} не имеет решений в целых положительных числах. Однако позднее было показано, что существует как минимум одно решение:

{\displaystyle x_{1}=27}, {\displaystyle x_{2}=84}, {\displaystyle x_{3}=110}, {\displaystyle x_{4}=133}, {\displaystyle x_{5}=144}.
Причем это решение было найдено с помощью перебора на компьютере.

### В теории графов
Одно из наиболее известных успехов применения доказательных вычислений в теории графов является решение проблемы четырёх красок. Эта знаменитая задача была поставлена 1852 году и формулируется следующим образом: «выяснить, можно ли всякую расположенную на сфере карту раскрасить четырьмя красками так, чтобы любые две области, имеющие общий участок границы, были раскрашены в разные цвета». В 1976 году К. Аппель и В. Хакен с помощью доказательных вычислений показали, что так можно раскрасить любую карту.

### В гидродинамике
Применением доказательных вычислений в математических задачах гидродинамики систематически занимались в Институте прикладной математики им. М. В. Келдыша РАН под руководством К. И. Бабенко. 
Примером является следующая теорема, полученная с помощью доказательных вычислений.
Теорема. При {\displaystyle \alpha =1.02} и {\displaystyle R=6000} спектральная задача Орра — Зоммерфельда имеет собственное значение, лежащее в полуплоскости {\displaystyle \mathrm {Re} \,\lambda >0}. Следовательно, в линеаризованной постановке при этих параметрах течение Пуазёйля неустойчиво.

### Ещё примеры
- Задача Буля о пифагоровых тройках.
- Классификация многогранников Джонсона.